# Іршенберг
Іршенберг (нім. Irschenberg) — громада в Німеччині, знаходиться в землі Баварія. Підпорядковується адміністративному округу Верхня Баварія. Входить до складу району Місбах.
Площа — 53,94 км2. Населення становить 3205 ос. (станом на 31 грудня 2020).